# Passeig

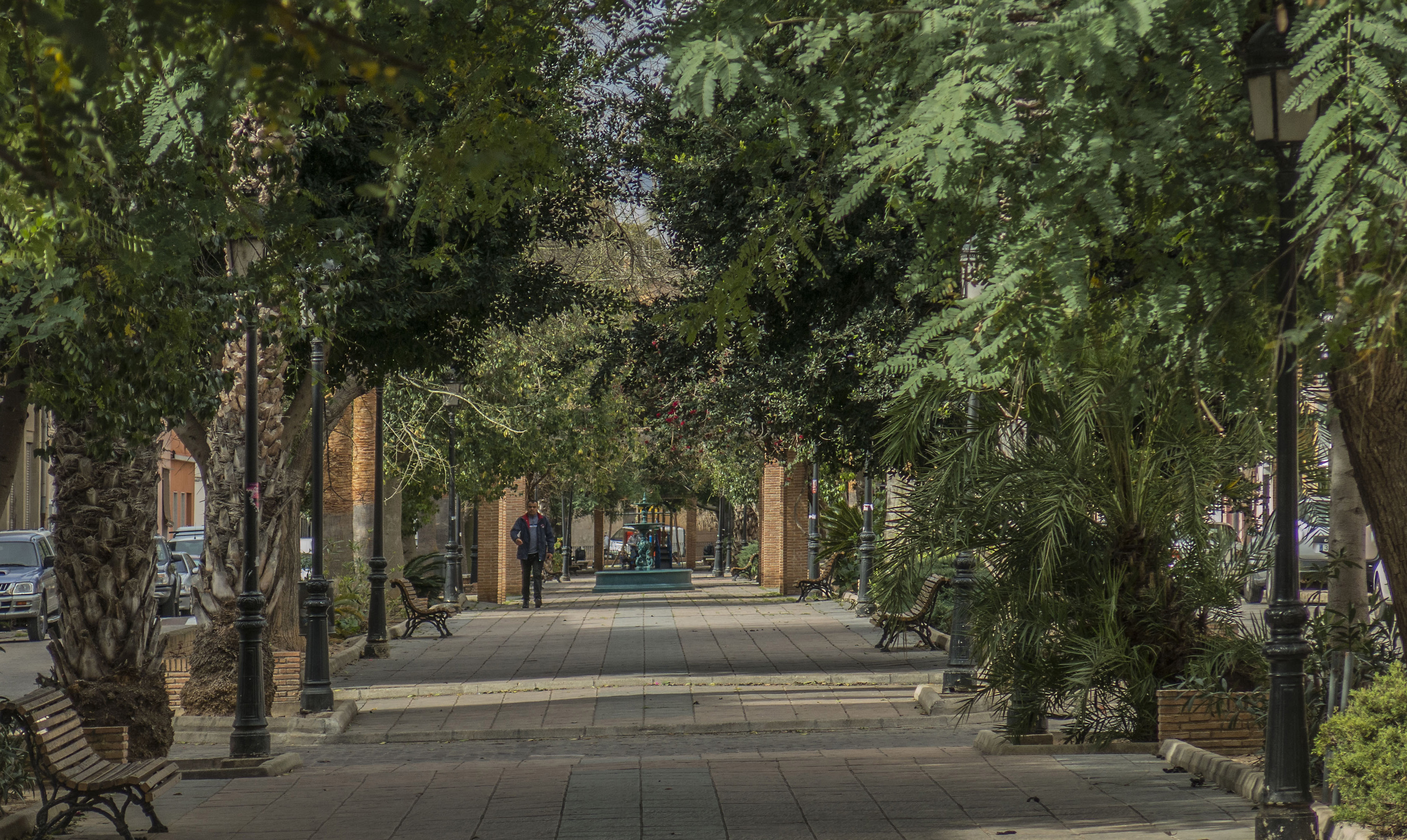
Gran Via del País Valencià (Albalat de la Ribera)

Un passeig és un vial urbà on predomina el pas de vianants, i normalment destaquen un interès paisatgístic o arquitectònic, com els passejos marítims. Un altre tipus de passeig és una rambla, denominació emprada únicament en català.